# Хаас, Вольфганг
Вольфганг Хаас (нем. Wolfgang Haas; род. 7 августа 1948, Вадуц) — лихтенштейнский прелат. Коадъютор епископа Кура с 25 марта 1988 по 22 мая 1990. Епископ Кура с 22 мая 1990 по 2 декабря 1997. Архиепископ Вадуца со 2 декабря 1997 по 23 сентября 2023 года.

## Биография
Рукоположён в священники 7 апреля 1974 года в швейцарском городе Кур. 25 марта 1988 года по просьбе епископа этого города Йоханнеса Фондераха был назначен на должность коадъютора. 22 мая 1990 года он сам стал епископом города Кур.
2 декабря 1997 года Папа Иоанн Павел II назначил его на должность новообразованной архиепархии Вадуца. Хаас известен своими дружескими отношениями и поддержкой консервативного братства св. Петра.
Начиная с 2011 года, когда правительство Лихтенштейна начало рассматривать законопроект об отмене в Конституции страны статуса католической церкви как государственной религии, а также разрабатывать проекты либерализации абортов и защиты гражданских свобод представителей ЛГБТ, Хаас отказался проводить традиционную мессу на лугу перед княжеским замком в Вадуце в Национальный день Лихтенштейна.
В июне 2022 года Хаас отказался участвовать в ежегодной конфирмационной мессе и ужине с местными чиновниками в Шане, поскольку накануне в городе проходил первый в Лихтенштейне гей-парад. В декабре 2022 года Хаас объявил в официальном бюллетене Вадуцкой архиепархии, что он отменил традиционно проводимую мессу на первом в новом году заседании парламента страны в знак протеста против принятия законопроекта о легализации однополых браков, которые «противоречат естественному праву и христианской концепции человека». Данное решение архиепископа подверглось критике наследным князем Алоизом.
7 августа 2023 года Вольфганг Хаас по достижении 75-летнего возраста, согласно Кодексу канонического права, подал в отставку, которая была принята 23 сентября Папой Франциском. Апостольским администратором sede vacante et ad nutum Sanctae Sedis архиепархии Вадуца был назначен епископ Фельдкирха Бенно Эльбса. Хаас заявил, что после отставки не будет общаться со средствами массовой информации и планирует уйти на покой в монастырь Шелленберг в Лихтенштейне.